# Bela, Štalenska gora
Bela (nemško Vellach) je naselje v občini Štalenska gora v okraju Celovec-dežela na Koroškem v Avstriji.

## Geografska umeščenost v prostor
Vas Bela se nahaja na vzhodnem vznožju Goričice (Goriške gore) v neposredni bližini severno-vzhodno oz. severno od današnjega Škofjega Dvora nedaleč od glavne ceste med Celovcem in Mostičem in ceste v Otmanje na severnem robu osrednjega Celovškega polja v občini Štalenska gora. Sama glavna cesta je nekoč vodila skozi Belo.

## Potok Bela
Skozi vas teče potok istega imena, Bela, ki teče skozi Škofjia Dvor in se izliva v  koroško reko Krko. V nemščini je krajevno ime fonetska izpeljanka slovenskega krajevnega imena, medtem ko je potok dobil ime po prevodu le-tega (nem. »Weiß =  belo/bela > »Weißenbach«). Nekoč je potok bil nepredvidljiv in ogrožal okolico, vendar je tudi imel precejšnji gospodarski pomen, saj je po njem delovalo več velikih mlinov, med njimi dva v sami vasi Bela. 

## Katastrska občina bela
Pred približno 200 leti je to neopazno naselje dalo svoje ime eni največjih katastrskih občin v občini Štalenska gora, ki se razteza od Zgornjih Gorič prek Virnje vasi do Žilj. Do leta 1889 je glavna cesta potekala skozi majhen zaselek, ki danes leži skrit na zahodnem robu Škofjega Dvora.

## Zgodovina
Urbar goriških grofov iz leta 1299 omenja kmetijo in mlin v Beli, ki je morala plačati davek v višini 150 pfenigov, deset svinjskih pleč, šest piščancev in 120 jajc.  Ti davki so bili za deželno-knežje komisarje leta 1585, ko so sestavljali urbar posestva v Kamnu v Podjuni, prenizki, zato so morali njegovi lastniki od takrat naprej plačevati še po dva »kvartarja« (četrtina funta) rži in ovsa. 
V tem času je imel „Oswald Millner“ pomembno dodatno funkcijo, saj je od kmetov z gozdno pravico v srenjskem gozdu na Krištofovi gori za gospostvo pobiral jajčne obresti.
Kmetija, ki je danes v lasti družine Schneider in že dolgo ni več mlin, je bila pozneje prodana posestvu Frajnberk.
Prvotno je bil benediktinski samostan v Šentjuriju ob Dolgem jezeru tudi zastopan z lastnino v Beli. Leta 1572 je škofjedvorski kmet Christoph Kosiak z menjavo posesti pridobil samostansko imovino ter jo odkupil brez vseh bremen.
S tem je nastalo edino svobodno posestvo v občini Štalenska gora, tj. edina kmetija, ki v sodobnem času ni bila podrejena gospostvu. Ta domačija p.d. Kosiak je danes del kmetije Sternad (nem. vulgo Sternad / Sternadhube), katere pridelki so se v prejšnjih časih uporabljali za vzdrževanje cerkve svetega Martina v Frajnberku. 

## Cerkvena ureditev
Bela pripadaj dvojezični dekaniji Tinje, ki je bila do leta 1938 slovenska (razen Otmanj, ki so bile dvojezične, nemško-slovenske) ter je sedaj uradno dvojezična, medtem ko je župnija timenica, kateri pripada Bela, uradno le še nemška. 

## Narečje
Nemščina je prisotna v obliki osrednje-koroškega nemškega narečja.
Zgodovinsko domače slovensko narečje je bila poljanščina Celovškega polja, kot je bilo zapisano v sosednji vasi Zapuže v doktorski disertaciji Katje Sturm-Schnabl leta 1973 ter terminološko opredeljeno kot takšno šele v okviru znanstveno raziskovalnega dela Bojana-Ilije Schnabla ob pripravah za Enciklopedije slovenske kulturne zgodovine na Koroškem (2010 oz.  2016). O postopni germanizaciji področja je zapisano pričevanje duhovnika Pavla Zablatnika v Enciklopediji slovenske kulturne zgodovine na Koroškem  za časa njegovega delovanja v sosednji župniji Otmanje med letoma 1971 in 1962. Zapisano je: »V pogovoru z avtorjem o njegovem delu v župniji Otmanje, ki je bila edina župnija v dekaniji Tinje, ki je bila v medvojnem obdobju vodena dvojezično v nemščini in slovenščini (druge so bile slovenske), po vojni pa je bila vodena v nemščini, je poročal, da so se mu starejše ženske v župniji pod varstvom zaupnosti spovedovale v slovenščini. Tudi to je izjemen pokazatelj jezikovno-sociološkega razvoja slovenščine v župniji in v politični občini Štalenska gora.« 

## Ledinska imena
Ledinska imena so bila na osnovi občinske zgodovine  občinski Štalenske gore Wilhelma Wadla znanstveno raziskovana za celotno Celovško polje v okviru znanstveno raziskovanega dela Enciklopedije slovenske kulturne zgodovine na Koroškem od Bojana-Ilija Schnabla.  Važen uradni vir predstavlja tudi Franciscejski kataster, ki so objavljeni na spletu dežele Koroške. Zgodovinski fonetski zapisi predstavljajo slovensko narečno obliko, v kolikor so le-to uradniki češkega porekla razumeli. 
V Beli so zapisana sledeča ledinska imena:
- Wotschein (Bučinje (?) na Goričici (zahodno)[19]
- Vellacher Feld (Belsko polje)[20] (jug)[21]

## Hišna imena
Wadl navaja sledeča hišna imena:
- p.d. Kozjak (> nem. Kosiak);
- p.d. Sternad (> nem. Sternad, Sternadhube).[22][23][24]

## Slovensko kulturno življenje
Začetek 20. stoletja je bila Bela (enako kot sosednje Zgornje Goriče) zajeta v kulturno življenje Slovenskega prosvetnega društva »Edinost Št. Tomaž«, ki je bilo ustanovljeno leta 1910 ter »Hranilnice in posojilnice Št. Tomaž«, ki je bila ustanovljena leta 1912/13 v Šenttomaža pri Celovcu. 